# Трикала (ном)
Три́кала (греч. Τρίκαλα) — ном в Греции, в Фессалии. Столица — Трикала, с населением 48 000 жителей. Крупный сельскохозяйственный центр.
На территории нома Трикала находятся скальные православные монастыри Метеоры.